# 金肩果鸠
金肩果鸠（学名：Ptilinopus wallacii），是鸽形目鸠鸽科的一种鸟类。

## 特征
金肩果鸠体重约208克，翼长约148.2毫米，嘴峰长约19.5毫米，喙宽度约4.7毫米，喙厚度约4.2毫米，跗蹠长约23毫米，尾长约72毫米。金肩果鸠在其分布区内为留鸟，其栖息在半开放的高大的树木组成的森林中，食性为草食性，主要食物来源是水果。

## 分布
新几内亚西南部的低地，南摩鹿加群岛，凯岛和阿鲁岛。